# Chimarra eccaio
Chimarra eccaio är en nattsländeart som beskrevs av Malicky 1993. Chimarra eccaio ingår i släktet Chimarra och familjen stengömmenattsländor. Inga underarter finns listade i Catalogue of Life.